# Mesolecta
Mesolecta is een geslacht van vlinders van de familie sikkelmotten (Oecophoridae), uit de onderfamilie Oecophorinae.

## Soorten
- M. angustella (Walker, 1864)
- M. callistis Meyrick, 1889
- M. chimerina (Meyrick, 1889)
- M. diamita Turner, 1941
- M. euzona Turner, 1941
- M. lutulenta (Meyrick, 1913)
- M. psacasta Meyrick, 1884
- M. stenophanes Turner, 1941
- M. xanthastis Meyrick, 1889